# Société d'économie mixte des transports montalbanais
La Société d'économie mixte des transports montalbanais (SEMTM) est une société d'économie mixte détenue par le groupe Transdev crée en 2006 qui gère et exploite le réseau de transports en commun desservant la ville de Montauban et la communauté d'agglomération du Grand Montauban dans le cadre d'une délégation de service public. La SEMTM exploite et gère l'intégralité du réseau de transports en commun de Montauban dont le réseau de lignes régulières d'autobus sous la marque commerciale TM Transports Montalbanais, puis d'autres réseaux annexes sous des marques commerciales différentes :
- Le Bus TM (autobus urbain, lignes régulières)
- TM à la demande (transport à la demande)
- TM péri-urbain (transport scolaire et péri-urbain)
- Eurybus (navette marché)
- Cocci (navette centre-ville)
- TM à vélo (location de vélos)

Son siège social se situe Impasse d'Athènes, dans la zone industrielle Albasud à Montauban.
La société possède une agence commerciale dans le centre-ville de Montauban.
La SEMTM a transporté 2 100 000 voyageurs en 2013.

## Histoire
La SEMTM fut créée en 2006 dans le cadre d'une délégation de service public d'une durée de 6 ans expirant le 31 décembre 2012 destinée à assurer les activités de transport en commun sur le territoire de la commune de Montauban et de sa communauté d'agglomération. Cette délégation fut renouvelée le 1er janvier 2013, jusqu'au 31 décembre 2022 (un autre renouvellement est toutefois possible).
Au cours de l'année 2007, le réseau d'autobus Le Bus TM se voit renouveler son parc de 10 nouveaux véhicules (Heuliez GX 127 et GX 327).
Le 21 mai 2013, la SEMTM a reçu le certificat d'apposition du pictogramme S3A qui certifie que le réseau peut accueillir les personnes handicapées mentales.
Le 29 août 2013, le réseau Le Bus TM se voit renforcer avec la création d'une nouvelle ligne (G) et l'arrivée de trois autobus supplémentaires (2 Heuliez GX 117 et un Heuliez GX 327).
Le 1er septembre 2013, son réseau de bus urbains change de nom : de Hespérides, ce dernier est renommé Le Bus TM.
Le 27 janvier 2014, le nouveau centre d'exploitation de la SEMTM est inauguré zone industrielle Albasud, remplaçant l'ancien situé dans la zone industrielle nord devenu vétuste, trop exigu et peu sûr face à l'expansion de la société.
Durant tout le mois d'avril, la SEMTM, par l’intermédiaire du réseau Le Bus TM, teste un autobus Heuliez GX 337 hybride afin de mesurer les performances globales du véhicule et le coût d'exploitation de ce dernier. Elle opta finalement pour l'achat de ce bus et d'un deuxième du même type cette même année et début 2016
Pour la rentrée 2018, la SEMTM change les noms de ces réseaux et modifie les trajets du réseau Le Bus TM en rajoutant 2 lignes.
- Le bus TM garde son nom,
- Moustik devient TM péri-urbain,
- Libellule devient TM à la demande,
- Libellule PMR devient TM à la demande PMR,
- Monbeecycle devient TM à vélo.

### Slogan
La SEMTM possède un slogan, identique avec celui du réseau Le Bus TM : Vous y êtes déjà !
Jusqu'en septembre 2013, la SEMTM ne possédait pas de slogan.

## Services

### Lignes d'autobus régulières:Le Bus TM[11]
Il s'agit du réseau principal et du plus important que la SEMTM exploite. Il est composé de 9 lignes régulières d'autobus nommées de 1 à 9 desservant Montauban et le Grand Montauban.
| Ligne | Trajet                         |
| ----- | ------------------------------ |
| 1     | Ramierou ↔ Sapiac              |
| 2     | Aussonne ↔ Théas/Les Floralies |
| 3     | Ramierou ↔ Bressols            |
| 4     | Hippodrome ↔ Montbeton         |
| 5     | Capou ↔ Clos Maury             |
| 6     | Gare SNCF ↔ Pont de Chaumes    |
| 7     | Birac ↔ Prax Paris Sud         |
| 8     | Fonneuve ↔ Monplaisir          |
| 9     | Parking Eurythmie ↔ Marché     |

### Transports à la demande:TM à la demande[12]

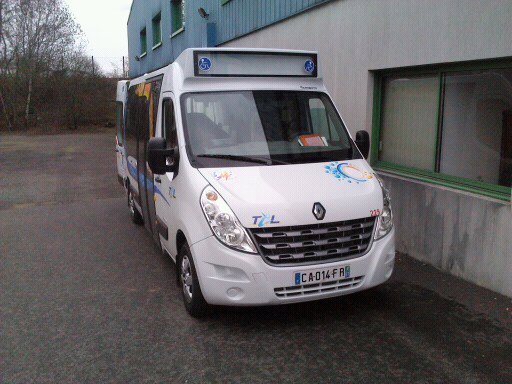
Minibus Renault Master III similaire à celui qui équipe le réseau Libellule (ici sur le réseau STCL de Limoges).

Les transports à la demande (TAD) sont scindés en trois lignes desservant chacune trois secteurs du Grand Montauban, plus une pour les personnes à mobilité réduite (PMR).

Les différentes lignes de transport à la demande circulent sur réservation. Le service Libellule possède des renault Kangoo II, Master III et des Irisbus Daily spécialisés dans le transport de voyageurs ou de personnes à mobilité réduite (pour la ligne Libellule PMR).
| .                                                            | |
| Lib'1                                                        | - Montbeton ↔ Pouty ↔ Montauban - Albefeuille-Lagarde ↔ Montauban - Bressols ↔ Verlhaget ↔ Montauban |
| Lib'2                                                        | - Villemade ↔ Montauban - Falguières ↔ Montauban - Lamothe-Capdeville ↔ Montauban - Fonneuve ↔ Montauban |
| Lib'3                                                        | - Saint-Nauphary ↔ Saint Martial ↔ Montauban - Saint Nauphary ↔ Carreyrat ↔ Montauban - Corbarieu ↔ Pech-Boyer ↔ Montauban |
| Libellule PMR                                                | Dessert le Grand Montauban et Montauban, avec itinéraire sur-mesure en fonction des demandes. Ligne de transports à la demande comportant des véhicules aménagés spécialement pour le transport des personnes à mobilité réduite. |
| Correspondances : A B C D E F G Eurybus Navette Centre-ville | |

### Transports scolaires et transports péri-urbains:TM péri-urbain[13]

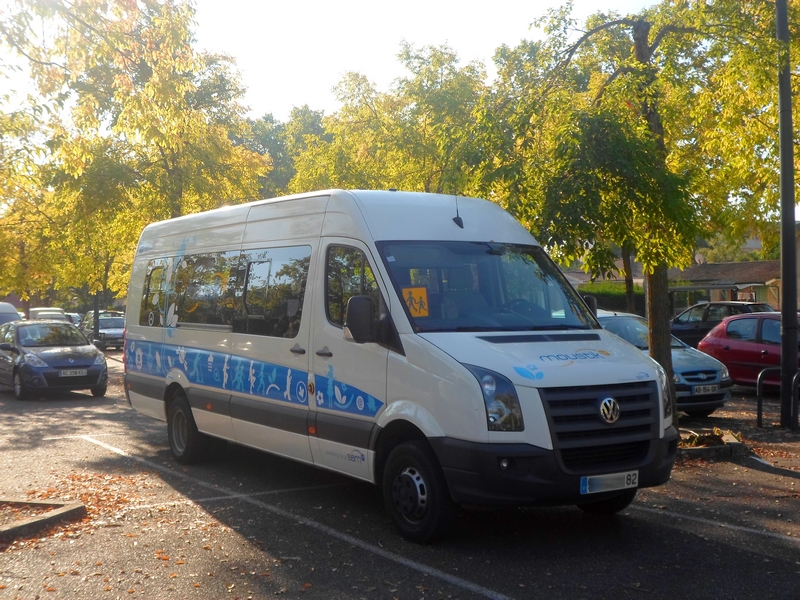
Minibus Volkswagen Crafter du service de transports scolaires montalbanais Moustik.

Le réseau de transports scolaires Moustik est découpé en trois grandes zones nommées par les lettres A, B et C couvrant le Grand Montauban. Chaque zone regroupe plusieurs lignes de transports scolaires. 
 Il s'articule autour de deux pôles d'échanges sur Montauban : le pôle Jaurès et le pôle Fobio.
Ce réseau est à vocation scolaire bien qu'il demeure accessible à la clientèle non scolaire. Le service Moustik utilise des autocars Mercedes-Benz Intouro, Conecto, Setra S 315 NF et des minibus pour matériel roulant (minibus Volkswagen Crafter plus d'autres modèles inconnus) exploités en sous-traitance par les Courriers de la Garonne.
| .                            | |  |
| A (ouest du Grand Montauban) | A1Montbeton Marsau ↔ Montauban pôle Jaurès A2Montbeton Langres ↔ Montauban pôle Jaurès A3Montbeton Marsau ↔ Montauban pôle Jaurès A4Montauban Pouty ↔ Montauban pôle Jaurès A5Albefeuille-Lagarde Nivelle ↔ Montauban pôle Jaurès A6Montauban Nauzemasse ↔ Montauban pôle Jaurès A7Montauban Ormeau-Bressols Naly/Pegas ↔ Montauban pôle Jaurès A9Montauban Ormeau-Bressols Brial ↔ Montauban pôle Jaurès |  |
| B (nord du G.M.)             | B1Montauban Saint Hilaire ↔ Montauban pôle Fobio B2Villemade Chemin de Labarthe ↔ Montauban pôle Fobio B3Montauban Birac/Falguières ↔ Montauban pôle Fobio B4Lamothe-Capdeville Les Garrigues ↔ Montauban pôle Fobio |  |
| C (est et sud du G.M.)       | C1Montauban Ramier/Fonneuve ↔ Montauban pôle Fobio C2Montauban Farguettes/Saint Martial ↔ Montauban pôle Fobio C3Saint-Nauphary école ↔ Montauban pôle Fobio C4Saint-Nauphary Caprais-Montauban Poulidets ↔ Montauban pôle Fobio C6Montauban Vignarnaud ↔ Montauban pôle Fobio C7Corbarieu Carretou ↔ Montauban pôle Fobio                                                                                |  |
| Correspondance : G           | |  |

### Navette marché:Eurybus[14]
Eurybus est une navette effectuant des liaisons entre le marché des producteurs de Montauban et le parking de la salle de spectacle Eurythmie le samedi matin et midi principalement, mais aussi durant les autres jours de la semaine à l'exception du dimanche depuis septembre 2013.
Dès son ouverture, le service Eurybus a souffert d'un manque de communication. C'est pourquoi à partir du 12 décembre 2009 une nouvelle navette a été lancée, avec un effort de communication : cette navette est rose fuchsia, pour attirer le public. L'information a été diffusée grâce aux affiches dans les bus Le Bus TM, mais aussi à la radio et dans le magazine municipal. Depuis 2009, Eurybus continue de fonctionner. Le service peut accueillir des personnes à mobilité réduite (véhicules aménagés).
| Ligne   | Caractéristiques                                                                  | Caractéristiques                         | Caractéristiques                         | Caractéristiques                         | Caractéristiques                         | Caractéristiques                         | Caractéristiques                         | Caractéristiques                         | Caractéristiques                                                     |
| Eurybus | Parc de stationnement Eurythmie ⥋ Marché                                          | Parc de stationnement Eurythmie ⥋ Marché | Parc de stationnement Eurythmie ⥋ Marché | Parc de stationnement Eurythmie ⥋ Marché | Parc de stationnement Eurythmie ⥋ Marché | Parc de stationnement Eurythmie ⥋ Marché | Parc de stationnement Eurythmie ⥋ Marché | Parc de stationnement Eurythmie ⥋ Marché | Parc de stationnement Eurythmie ⥋ Marché                             |
| ------- | --------------------------------------------------------------------------------- | ---------------------------------------- | ---------------------------------------- | ---------------------------------------- | ---------------------------------------- | ---------------------------------------- | ---------------------------------------- | ---------------------------------------- | -------------------------------------------------------------------- |
| Eurybus | Ouverture / Fermeture 2009 / —                                                    | Longueur 5 km                            | Durée 10 min                             | Nb. d’arrêts 8                           | Matériel 2 minibus (modèle inconnu)      | Jours de fonctionnement S                | Jour / Soir / Nuit / Fêtes O / N / N / N | Voy. / an —                              | Exploitant/Dépôt SEMTM/Dépôt de la SEMTM (zone industrielle Albasud) |
| Eurybus | Desserte : Montauban - Principaux arrêts desservis : Préfecture                   |                                          |                                          |                                          |                                          |                                          |                                          |                                          |                                                                      |
| Eurybus | Autre : Correspondance avec les lignes : B C D E F Navette Centre-ville Libellule |                                          |                                          |                                          |                                          |                                          |                                          |                                          |                                                                      |
| Eurybus | Dernière actualisation : —                                                        |                                          |                                          |                                          |                                          |                                          |                                          |                                          |                                                                      |

### Navette centre-ville:Cocci[15]
La navette Centre-ville, qui a pour nom commercial Cocci, lancée en juin 2008 est gratuite et 100 % électrique. Comme son nom l'indique, elle emprunte les rues piétonnes du centre-ville de Montauban. Elles transportent environ 15 000 passagers par an et n'ont pas d'arrêt fixe (elle s'arrête lorsque l'on fait un signe de la main au conducteur) et fonctionnent aux horaires : 10 h 30-12 h 30, 14 h 30-17 h le mercredi
9 h-12 h 30, 15 h 30-18 h le samedi.
La navette Centre-ville est gratuite et 100 % électrique.
| Ligne | Caractéristiques                                                          | Caractéristiques                                                          | Caractéristiques                                                          | Caractéristiques                                                          | Caractéristiques                                                          | Caractéristiques                                                          | Caractéristiques                                                          | Caractéristiques                                                          | Caractéristiques                                                          |
| Cocci | (Circulaire) Parcs de stationnement autour du centre-ville ⥋ Centre-Ville | (Circulaire) Parcs de stationnement autour du centre-ville ⥋ Centre-Ville | (Circulaire) Parcs de stationnement autour du centre-ville ⥋ Centre-Ville | (Circulaire) Parcs de stationnement autour du centre-ville ⥋ Centre-Ville | (Circulaire) Parcs de stationnement autour du centre-ville ⥋ Centre-Ville | (Circulaire) Parcs de stationnement autour du centre-ville ⥋ Centre-Ville | (Circulaire) Parcs de stationnement autour du centre-ville ⥋ Centre-Ville | (Circulaire) Parcs de stationnement autour du centre-ville ⥋ Centre-Ville | (Circulaire) Parcs de stationnement autour du centre-ville ⥋ Centre-Ville |
| ----- | ------------------------------------------------------------------------- | ------------------------------------------------------------------------- | ------------------------------------------------------------------------- | ------------------------------------------------------------------------- | ------------------------------------------------------------------------- | ------------------------------------------------------------------------- | ------------------------------------------------------------------------- | ------------------------------------------------------------------------- | ------------------------------------------------------------------------- |
| Cocci | Ouverture / Fermeture juin 2008 / —                                       | Longueur 3 km                                                             | Durée 5 min                                                               | Nb. d’arrêts Pas d'arrêts fixes                                           | Matériel 2 petits véhicules électriques de 5 places (modèle inconnu)      | Jours de fonctionnement Me, S                                             | Jour / Soir / Nuit / Fêtes O / N / N / N                                  | Voy. / an —                                                               | Exploitant/Dépôt SEMTM/Dépôt de la SEMTM (zone industrielle Albasud)      |
| Cocci | Desserte : Montauban - Principaux arrêts desservis :                      |                                                                           |                                                                           |                                                                           |                                                                           |                                                                           |                                                                           |                                                                           |                                                                           |
| Cocci | Autre :                                                                   |                                                                           |                                                                           |                                                                           |                                                                           |                                                                           |                                                                           |                                                                           |                                                                           |
| Cocci | Dernière actualisation : —                                                |                                                                           |                                                                           |                                                                           |                                                                           |                                                                           |                                                                           |                                                                           |                                                                           |

### Location de vélos:TM à vélo[16]
Monbeecycle est un service de location de vélos mis en place le 28 mai 2011 par la SEMTM. Ce service comporte 8 stations réparties dans la ville de Montauban. Il propose des forfaits de location courte et longue durée à partir de 2 euros (de la demi-journée à 1 an). Pour louer un vélo, il faut remplir un formulaire de réservation et déposer une caution.

## Tarification[17]
La SEMTM propose des une gamme de tarifs unique sur tous ses services (à l'exception du service Monbeecycle) :
- Le système de billettique fonctionne :
  - au moyen d'une puce pour les cartes et pour les tickets 10 voyages.
  - avec un code-barres pour le ticket unité, Eurybus ou groupe.
- Les enfants de moins de 4 ans voyagent gratuitement sur le réseau à condition d'être accompagnés.
- Des dépositaires dans Montauban et le Grand-Montauban (commerces), sont habilités à vendre des tickets de bus 10 voyages.

| Tickets ou cartes                               | Prix              | Âges limites ou conditions |
| ----------------------------------------------- | ----------------- | --- |
| Ticket Unité                                    | 1,20 €            | Tout âge. |
| Ticket Eurybus                                  | 0,60 €            | Tout âge (uniquement sur le service Eurybus).                                                                                         |
| Ticket Groupe (à partir de 8 personnes)         | 0,65 €            | Tout âge. |
| Ticket 10 voyages                               | 9 €               | Tout âge. |
| Carte annuelle (voyages illimités)              | 120 €/275 €/130 € | 4-25 ans/25-64 ans/65 ans et +. |
| Carte mensuelle (31 jours et voyages illimités) | 12 €/29 €/14 €    | 4-25 ans/25-64 ans/64 ans et +. |
| Carte annuelle (voyages illimités)              | Gratuite          | Plus de 60 ans bénéficiaires de l'ASPA. Personnes détentrices d'une carte d'invalidité.                                               |
| Carte mensuelle (31 jours et voyages illimités) | Gratuite          | Demandeurs d'emploi. Bénéficiaires du R.S.A., allocation emploi ou non indemnisés Moins de 25 ans bénéficiaires de la Mission Locale. |
| Ticket unité Libellule                          | 1,20 €            | Tout âge. |
| Ticket 10 voyages Libellule                     | 9 €               | Tout âge. |
| Ticket accompagnateur PMR                       | 0,50 €            | Tout âge. |

## Améliorations futures[1].
Avec le renouvellement de sa délégation de service public valable jusqu'à la fin de l'année 2022, la SEMTM prévoit de s'améliorer sur différents points :
- diminution de l'émission des gaz à effet de serre ;
- renforcement de la sécurité des voyageurs ;
- renouvellement régulier du parc d'autobus ;
- extension des services existants sur le secteur périurbain ;
- mise en place de nouveaux parcs relais ;
- création d'axes de transport en commun en site propre.